# Idol

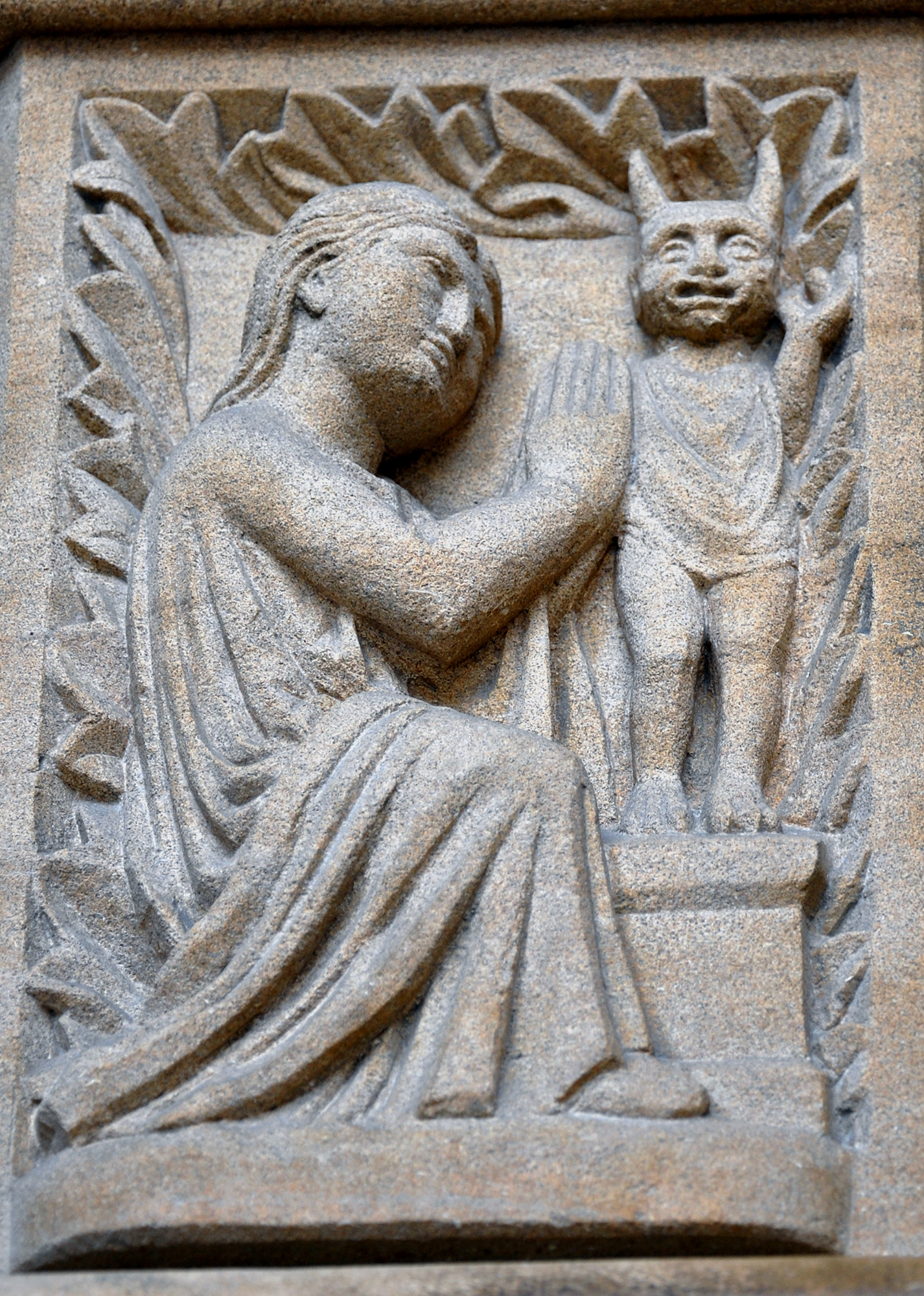
Catedrala Saint-Etienne din Metz. Detaliu: Adorarea idolilor.

Idol, ființă adorată, sau lucru care reprezintă obiectul unui cult sau al unei mari iubiri. Reprezentare antropomorfă a unei divinități păgâne, zeu, chip, figură, statuie reprezentând o asemenea divinitate și constituind, în religiile politeiste, obiecte de cult religios.

## În religie
În religiile monoteiste, Biblia și Coranul resping închinarea la idoli, pentru că ei o văd ca pe un cult de o reprezentare a lui Dumnezeu, dimensiunea divină fiind redusă  la forma de obiect. De multe ori în istoria religiilor, a apărut problema reprezentării divinității, și interzicerea reprezentării lui s-a făcut prin metode mai mult sau mai puțin draconice.  